# Resolució 635 del Consell de Seguretat de les Nacions Unides
La Resolució 635 del Consell de Seguretat de les Nacions Unides, adoptada per unanimitat el 14 de juny de 1989, després de prendre nota d'una resolució de l'Organització d'Aviació Civil Internacional (OACI) el 16 de febrer de 1989, i expressant la seva preocupació pel que fa als incidents de terrorisme en els viatges aeris internacionals, el Consell va condemnar tots els actes de "interferència il·legal" contra la seguretat de l'aviació civil, que demana a tots els Estats membres que cooperin en l'elaboració i implementació de formes de combatre el terrorisme.
A continuació, el Consell acull amb beneplàcit la tasca realitzada per l'OACI i altres organitzacions internacionals en els seus esforços per evitar el terrorisme internacional, en particular contra l'aviació civil. També va instar a les organitzacions, així com als Estats membres i als productors d'explosius de plàstic o de fulla, a intensificar la recerca per facilitar la detecció d'aquests explosius i la prevenció del terrorisme internacional en el seu conjunt, demanant a més a tots els estats i organitzacions que comparteixin resultats de la recerca.